# Bamberton Provincial Park
Der Bamberton Provincial Park ist ein 27 Hektar großer Provincial Park in der kanadischen Provinz British Columbia. Er liegt etwa 45 Kilometer nördlich von Victoria an der Ostküste der Insel Vancouver Island und ist vom Highway 1 aus zu erreichen. Der Park liegt im Cowichan Valley Regional District.

## Anlage
Der relativ kleine Park besteht aus dem räumlich getrennten Campingbereich und dem Picknickbereich. Während der Picknickbereich unmittelbar am Ufer des Saanich Inlet liegt, befindet sich der Campingbereich nicht weit vom Ufer entfernt. Obwohl die Entfernung zwischen den beiden Bereichen nicht sehr groß ist, liegt zwischen ihnen ein Höhenunterschied von rund 50 Meter. Auf der gegenüberliegenden Westseite der Bucht befindet sich die Saanich Peninsula. Der Name der Halbinsel, sowie der Bucht geht auf die dort ansässigen Küsten-Salish-Indianer zurück, die Saanich.

## Geschichte
Der Park wurde als privates Erholungsgebiet durch die Firma British Columbia Cement Company eingerichtet und im Jahr 1960 an die Provinz British Columbia übergeben. Benannt ist der Park nach H.K.Bamber, einem Manager der Zementindustrie.
Wie bei fast allen Provinzparks in British Columbia gilt aber auch für diesen, dass er lange bevor die Gegend von Einwanderern besiedelt oder sie Teil eines Parks wurde, Jagd- und Fischereigebiet verschiedener Stämme der First Nations war. Noch heute werden verschiedene Bereiche um den Johns Creek von ihnen im Rahmen feierlicher Zeremonien genutzt.

## Flora und Fauna
Der Park liegt im gemäßigten Regenwald. In der Klimaklassifikation nach Köppen und Geiger entspricht das Klima dem Typ Cfb. Innerhalb des Ökosystems von British Columbia wird das Gebiet, in welchem der Park liegt, der Moist Maritime Subzone der Coastal Douglas-fir Zone zugeordnet. Diese biogeoklimatischen Zonen zeichnen sich durch ein ähnliches Klima sowie gleiche oder sehr ähnliche biologische und geologische Voraussetzungen aus. Daraus resultiert in den jeweiligen Zonen dann auch ein sehr ähnlicher Bestand an Pflanzen und Tieren.
Nach forstwirtschaftlicher Nutzung und Aufforstung wachsen hier hauptsächlich Douglasien. Allerdings finden sich hier auch amerikanische Erdbeerbäume (engl. Arbutus tree). Die Bäume sind durch ihre ledrigen, glänzenden grünen Blätter, welche sich im Frühsommer purpurrot verfärben und ihre leuchtend rotbraune, abblätternde Rinde leicht zu identifizieren. Der Erdbeerbaum ist Kanadas einziger immergrüner Laubbaum.

Der Wald hat auch hier einen Unterwuchs aus Schwertfarnen und Heidekrautgewächsen. Im Unterholz finden sich ebenfalls Nuttalls Blüten-Hartriegel, auch Pazifischer Blüten-Hartriegel genannt (engl. Pacific dogwood).
Der Tidenhub der Straße von Georgia setzt sich auch in der Saanich Inlet fort. Selbst am Ende der Bucht, am Finlayson Arm, beträgt er im Regelfall noch etwa 3 Meter. Die dadurch entstehende Gezeitenzone ist reich an maritimen Leben, wie auch an Seegras. Bei Ebbe besteht die Möglichkeit, am Strand Muschelbänke und andere maritime Lebewesen zu beobachten. Die Muscheln sowie Fische locken Fischadler und Weißkopfseeadler an.

## Aktivitäten
Die touristischen Attraktionen des Parks stellt der Picknickbereich mit seinem mehr als 200 Meter langen Sandstrand und der Gezeitenzone dar.
Der Park verfügt über einen, mit einfachen Sanitäranlagen, ausgestatteten Campingbereich. Dieser bietet insgesamt 53, teilweise reservierbare, Stellplätze für Wohnmobile und Zelte.